# جمعية المكتبات والمعلومات الأردنية
جمعية المكتبات والمعلومات الأردنية - منظمة ثقافية علمية تم تأسيسها في 1963م ، مقرها العاصمة الاردنية "عمان" .
وهي من أوائل الجمعيات الثقافية في المملكة الأردنية الهاشمية.والجمعية من أوائل الجمعيات المهنية العاملة في الوطن العربي، والجمعية المهنية الوحيدة التي بقيت مستمرة في العطاء منذ عام 1963 ولغاية الآن حيث استمرت مسيرتها وتوالى عطاء أعضاء الهيئات الإدارية المتعاقبة واجتهاداتهم على خدمة أهداف الجمعية، وهي جمعية تطوعية تعنى بتطوير عمل قطاع المكتبيين والمكتبات والمعلومات بالمملكة الأردنية، وتصدر مجلة دورية تهتم بعلم المكتبات والمعلومات.

## رؤساء الجمعية
ترأس الجمعية منذ تدشينها في 1963م مجموعة من الرؤساء نذكر من بينهم:
- محمود الأخرس.1964-1966م
- فاروق معاذ 1967- 1969م
- محمود الأخرس 1970م
- فاروق منصور 1971/1972م
- محمود الأخرس 1973/1974م
- فاروق منصور 1975م.
- حلمي فودة 1976/1977م.
- محمود الأخرس 1978/1979م.
- انور عكروش 1980- 1983م
- هاني العمد 1984/1985م
- فاروق معاذ 1986- 1990م
- أنور عكروش 1991م
- يوسف قنديل 1992- 1995م
- يسري أو عجمية 1996/1997م
- يوسف قنديل 1998- 2001م
- فضل كليب 2002/2003م
- محمد حسن أبو الرز 2004/2005
- عمر محمد الجرادات 2008/2009م
- ربحي عليان 2015- 2017م
- عمر محمد الجرادات 2018-2020م
- نجيب الشربجي 2021-2023م
- يونس الشوبكة 2024-2026م

## أهداف الجمعية
لجمعية المعلومات والمكتبات بالأردن مجموعة من الأهداف تتمثل في:(1)- توحيد جهود العاملين بالمكتبات والمعنيين بها- بجميع الوسائل الممكنة- لتطوير الخدمة المكتبية في الأردن. (2)- تطوير الإدارة والخدمات المكتبية بوضع المعايير القياسية واللوائح التي تساعد علي ذلك. (3)- تطوير الوسائل والسبل وكل ما يؤدي إلي تحسين أوضاع المكتبيين وتطوير مؤهلاتهم. (4)- بذل الجهود لاستصدار التشريعات المكتبية اللازمة. (5)- تشجيع تاسيس المكتبات بمختلف أنواعها ومراكز التوثيق والمعلومات. (6)- حث الجهات والمصادر المسؤولة علي توفير الإمكانات ويذل الجهود لتطوير المكتبات ومراكز التوثيق والمعلومات والارشيف. (7)- تطوير وتشجيع الدراسات الببلوغرافية . (8)- جمع ونشر الابحاث المكتبية أو المطبوعات التي تساعد علي تحقيق أهداف الجمعية وتطوير خدماتها. (9)- تأسيس مكتبة للجمعية متخصصة في علم المكتبات.(10)- تدريب العاملين في المكتبات وتأهيلهم مكتبيًا. (11) المساهمة في تطوير الخدمة المكتبية في البلدان العربية وبلدان العالم الأخري. (12)- القيام بجميع الأعمال المشروعة التي تؤدي إلي تحقيق أهداف الجمعية.

## أنشطة الجمعية
تتنوع الانشطة التي تقوم بها الجمعية الاردنية للمكتبات والمعلومات ما بين: تنظيم المؤتمرات والندوات المتخصصة ، وحضور المؤتمرات والندوات الخارجية في مجال علم المكتبات والمعلومات، عقد الدورات التدريبية والمتخصصة لتطوير العاملين بالمكتبات ومراكز المعلومات وتاهيلهم للقيام بالاعمال والانشطة المكتبية، المشاركة بمعارض الكتب الاردنية والعربية، ابرام عدد كبير من العلاقات المهنية مع عدد كبير من المكتبات ومراكز المعلومات والجمعيات والاتحادات الأردنية والعربية بهدف تطوير الحركة المكتبية محلياً وعربياً، ونذكر نماذج لهذه الانشطة وهو ما يتمثل في:
- 2013 المشاركة في المؤتمر الاقليمي الاول في المنطقة العربية للأتحاد الدولي لجمعيات ومؤسسات المكتبات (الإفلا) بالتعاون مع الأتحاد العربي للمكتبات والمعلومات، ووزارة الثقافة والفنون والتراث القطرية تحت عنوان" دور الجمعيات والمكتبات الوطنية في دعم حرية اتاحة المعلومات في ظل قوانين حقوق الملكية الفكرية.[5]
- 2016 تنظيم حفل لتكريم اوائل تخصص المكتبات والمعلومات علي مستوى البكالوريوس والماجستيرفي الكليات والجامعات الاردنية ، وذلك ضمن انشطة الجمعية لخدمة العاملين في مجال المكتبات ومراكز المعلومات في المملكة.[6]
- 2017 المشاركة في المؤتمر الثامن لجمعية المكتبات والمعلومات السعودية، والذي عقد في مدينة الرياض تحت عنوان" مؤسسات المعلومات ودورها في دعم أفتصاد ومجتمع المعرفة".[7]

## انجازات الجمعية
- احتلال المجلة الأردنية للمكتبات والمعلومات المرتبة الثالثة في مجال علم المكتبات والمعلومات والذي تضمن 17 مجلة ، وذلك في التقرير السنوي الثامن 2023م لمعامل التأثير والاستشهادات المرجعية للمجلات العلمية العربية (أرسيف Arcif ).[8]
- حصول المجلة الأردنية للمكتبات والمعلومات على جائزة زشهادة تقدير من شبكة المنهل لقواعد البيانات لتحقيقها اعلى معامل تاثير في مجال علم المكتبات والمعلومات حيث جاءت ضمن أعلى ثلاث مجلات منشورة على منصة الشبكة.[9]